# Shmati
Shmati (en georgiano: შმათი) o Jitsrispsh (en abjasio: Хицрыпш, romanizado: Jitsryspsh) es una aldea que pertenece a la parcialmente reconocida República de Abjasia, parte del distrito de Gulripshi, aunque de iure pertenece al municipio de Gulripshi de la República Autónoma de Abjasia de Georgia.

## Geografía
Shmati se encuentra en la llanura del Mar Negro, en el margen derecho del río Kodori. La aldea está a 24 km de Gulripshi y se administra desde el pueblo de Vladímirovka.

## Demografía
Antes de la guerra de Abjasia, la mayoría de la población local eran armenios.